# Segimon de Wittelsbach
Segimon de Wittelsbach o de Baviera (26 juliol 1439 fins a 1 febrer 1501) fou un membre de la dinastia Wittelsbach que va governar com duc de Baviera-Múnic des 1460 a 1467, i després com a duc de Baviera-Dachau fins a la seva mort.

## Biografia
Segimon era fill d'Albert III el Pietós duc de Baviera-Múnic i de la duquessa Anna de Brunswick-Grubenhagen. Va pujar al tron el 1460 i fins al 1463 va governar junt al seu germà Joan IV de Wittelsbach, que va morir de pesta. Després va governar junt amb un tercer germà, Albert IV de Wittelsbach, que tenia 18 anys. El 1467 va decidir repartir el ducat, quedant-se només un territori relativament petit, formant la línia Baviera-Dachau, on es va mantenir fins a la seva mort, que al no deixar fills, va retornar a la branca matriu de Baviera-Múnic.
El 1468 va posar la primera pedra de l'Església de la Mare de Déu de Múnic. També va ordenar ampliar el castell de Blutenburg i construir l'església de sant Wolfgang prop de Pipping, i va començar a redissenyar l'Alter Hof (la residència ducal a Múnic), sent en general un mecenes del renaixement de les arts gòtiques a Baviera.